# Jorge Salgueiro

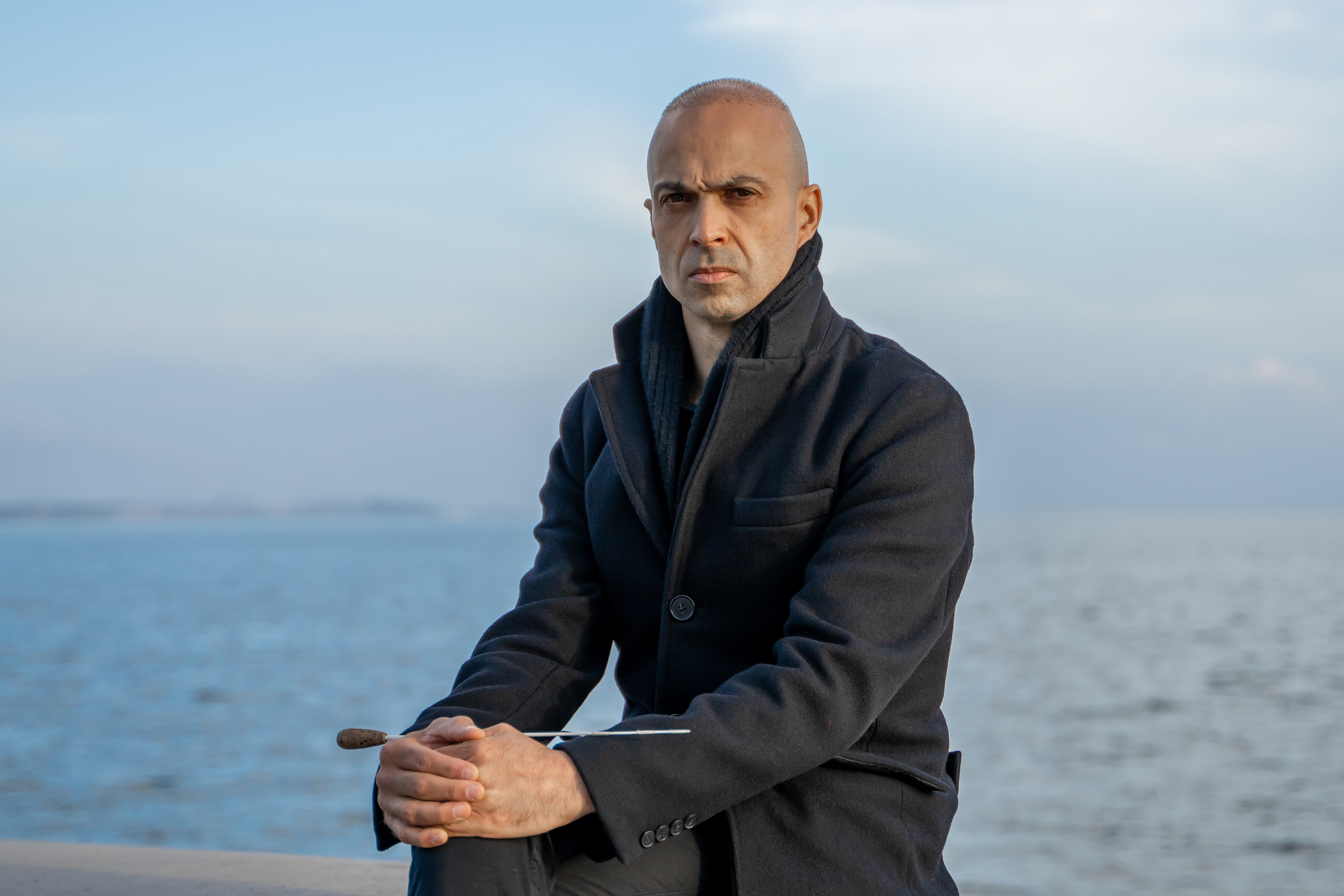
Jorge Salgueiro

Jorge Salgueiro (Palmela, 14 november 1969) is een Portugees componist, muziekpedagoog, dirigent en trompettist.

## Levensloop
Salgueiro kreeg al in jonge jaren muzieklessen. Op 17-jarige leeftijd werd hij trompettist in het orkest van zij privé-school. In 1988 won hij als trompettist een 1e prijs (1º prémio de nível superior) bij de Concursos promovidos pela juventude musical portuguesa. Hij soleerde op trompet samen met de Banda da Armada Portuguesa, het Orquestra Sinfónica Juvenil en het Orquestra dos jovens do Mediterrâneo, het Orquestra Sinfónica de Korfoe, het Jeugdharmonieorkest van de Europese gemeenschap en het Jeugdsymfonieorkest van Portugal (Orquestra Portuguesa da Juventude). 
Als dirigent heeft hij eigen werken met bekende orkesten en ensembles uitgevoerd zoals het Coral infantil de  Setúbal (1992/1998), het Orquestra juvenil dos Loureiros (1987/1993), het koor en orkest van het conservatorium van Viseu (2003), het Orquestra Nacional do Porto en de Coros do Círculo Portuense de Ópera (2004), het Orquestra e coros do gabinete coordenador de educação artística da Madeira (2005/2007), de Banda militar da Madeira (2006) en de Banda Sinfónica da Guarda Nacional Republicana (2006). 
Sinds 1983 is hij als componist bezig. Tot nu (2008) schreef hij rond 150 werken voor verschillende genres, werken voor orkest, harmonieorkest en kamermuziek. Tegenwoordig is hij "compositor residente" van de Banda da Armada Portuguesa. 

## Composities

### Werken voor orkest
- 1987 Divertimento Barroco, op. 7
- 1987 Suite, op. 8
- 1992 Abertura para uma Nova Rainha, op. 30
- 1992 Sinfonia nº1 "A voz dos deuses", op. 33
- 1997 Abertura para o Gil, op. 63
- 1998 A quinta da Amizade, symfonisch gedicht voor twee sprekers en orkest, op. 65
- 1999 A floresta d'Água, voor twee sprekers en orkest, op. 71
- 1999 Cerimonial Stereo, voor zes trompetten en orkest, op. 75
- 2004 Sinfonia nº2 "Mare nostrum", voor sopraan, gemengd koor en orkest, op. 124
- 2006 As fantásticas aventuras do grão de bico, voor kamerorkest, op. 137

### Werken voor Banda (harmonieorkest)
- 1988 Dancing in New York, voor piano en harmonieorkest, op. 9
- 1989 Dreams, Elegia a James Douglas Morrison, voor piano en harmonieorkest, op. 13
- 1991 Amanhecer, voor piano en harmonieorkest, op. 26
- 1992 Petete Variations, voor tuba en harmonieorkest, op. 27
- 1992 Antes e Depois de Cristo, voor piano en harmonieorkest, op. 28
- 1992 Abertura para uma Nova Rainha, voor piano en harmonieorkest, op. 30
- 1992 Sinfonia nº 1 "A voz dos deuses", voor groot harmonieorkest, op. 33
- 1997 Abertura para o Gil, voor harmonieorkest en elektrische basgitaar, op. 63, nº 2
- 1999 Cerimonial Stereo, voor zes trompetten en harmonieorkest, op. 75
- 2000 Hino Jubilar, voor gemengd koor (of mannenkoor) en harmonieorkest, op. 78
- 2002 Vila Franca, paso-doble, op. 80
- 2001 1ª Suite para Banda, op. 84
- 2001 Marcha da Rádio, op. 91
- 2002 Hino ao Soldado da Paz, voor gemengd koor en harmonieorkest, op. 94
- 2002 Ode a Euterpe, voor sopraan, gemengd koor, piano en harmonieorkest, op. 99
- 2003 Memorial, voor piano, elektrische basgitaar en groot harmonieorkest, op. 104
- 2003 Cantos Populares Portugueses, voor piano, elektrische basgitaar en groot harmonieorkest, op. 105
- 2003 Fantasia sobre "barco negro", voor piano, elektrische basgitaar en groot harmonieorkest, op. 108
- 2003 Talent de bien faire, mars, op. 109
- 2003 Honoris causa, voor groot koper-ensemble en slagwerk, op. 113
- 2004 Viva o desporto, fanfare voor groot harmonieorkest, op. 116
- 2004 Minius, voor grootharmonieorkest en accordeon, op. 119
- 2004 Fantasia de um Fruto Imperfeito, voor gemengd koor en harmonieorkest, op. 123
- 2004 Sinfonia nº 2 "Mare nostrum", voor sopraan, groot harmonieorkest en piano, op. 124
  1. Vocatorius (in memoriam Duarte Pacheco Pereira)
  2. Sirenis (in memoriam D. João de Castro)
  3. De Profundis (in memoriam Pedro Nunes)
  4. Adventus (in memoriam Damião de Góis)
- 2005 Apollinis, voor gemengd koor en harmonieorkest, op. 127
- 2005 Cantos Populares Portugueses nº 2, voor groot harmonieorkest, op. 129
- 2006 Primavera, voor harmonieorkest, op. 136
- 2006 O Segredo do Mar, voor kinderkoor, gemengd koor en groot harmonieorkest, op. 138
- 2006 Concert, voor tuba en harmonieorkest, op. 139

### Missen, cantates en gewijde muziek
- 2001 O Conquistador, cantate voor solisten, gemengd koor en orkest, op. 85
- 2003 Missa pela paz, voor kinder-, gemengd koor en orkest op. 106
- 2004 Ensaio sobre a Cegueira, um Requiem pela Humanidade, requiem voor sopraan, mezzosopraan, kinder-, gemengd koor en orkest, op. 114

### Toneelwerken

#### Opera's
- 2000 O Achamento do Brasil, opera in 1 akte, op. 77
- 2001 Pino do verão, opera in 1 akte, op. 89
- 2008 Saga, opera  - première: 19 juni 2008, Lissabon, Museu da Marinha - libretto: Sophia de Mello en Breyner Andresen

#### Musicals
- 1995 A festa da bicharada, musical voor sopraan, kinderkoor, hobo, strijkkwintet en slagwerk, op. 44
- 2004 Kate e o Skate, kindermusical voor sopraan, tenor, kinderkoor, klarinet, trombone, piano, synthesizer en slagwerk, op. 121

#### Balletten
| Voltooid in | titel          | aktes | première                                     | libretto             | choreografie     |
| ----------- | -------------- | ----- | -------------------------------------------- | -------------------- | ---------------- |
| 2006        | Mater, op. 141 |       | 2006, Lissabon, Amalgama - Companha de Dança | Risoleta Pinto Pedro | Sandra Battaglia |

### Werken voor koren
- 1999 Cidade de Veludo, voor gemengd koor, rock-groep en orkest, op. 69
- 2003 O baile, voor gemengd koor, accordeon en orkest, op. 107
- 2004 Tributo Coral, voor gemengd koor a capella, op. 117
- 2004 Fantasia de um Fruto Imperfeito, voor gemengd koor en orkest, op. 123
- 2005 Apollinis, voor gemengd koor en orkest, op. 127
- 2006 O segredo do Mar, voor kinder-, gemengd koor en harmonieorkest, op. 138

### Vocale muziek
- 1993 Cinco canções de revista, voor zangstem, klarinet, altsaxofoon, tenorsaxofoon, trompet, trombone, tuba en piano, op. 37
- 1995 O menino está dormindo, voor sopraan, kinderkoor en piano, op. 48
- 1996 Quais são os 3 Cavalheiros, voor tenor, bas, koperkwartet, orgel en slagwerk, op. 50
- 1996 O ciclo do dragão, voor bas-bariton en piano, op. 57
- 1997 Canções da inquietação, voor vocaal-kwartet, strijkkwartet, piano en slagwerk, op. 59
- 1997 Últimos desejos, voor contralt, trombone, accordeon, contrabas en slagwerk, op. 60
- 1999 Tralhoada, voor vocaal-kwartet, strijkkwartet, piano en slagwerk, op. 73
- 2000 Canções eróticas - 16 Canções sobre Poesia Erótica Portuguesa, voor vocaal-kwartet, strijkkwartet, piano en slagwerk, op. 76 - tekst: Risoleta Pinto Pedro en Adília Lopes
- 2000 Canções populares, voor sopraan, contralt, klarinet en fagot, op. 82
- 2002 Cantos do corpo, voor mezzosopraan, dwarsfluit en 2 gitaren, op. 95
- 2002 O Alma-grande, voor sopraan, contralt, viool, basklarinet en orgel, op. 96
- 2002 Ode a Euterpe, voor sopraan, gemengd koor en orkest, op. 99
- 2003 Áreas quentes, voor mezzosopraan, 2 of 3 klarinetten, basklarinet, op. 103
- 2003 Looping, voor sopraan, 3 klarinetten, basklarinet, trompet, piano en slagwerk, op. 111
- 2004 Foi para ti, voor sopraan, mezzosopraan, dwarsfluit, klarinet, piano en strijkkwintet, op. 89
- 2004 Luz e Cor, voor zangstem en klein orkest,op. 118
- 2005 Todos os Cantos, voor zangstem en piano, op. 125

### Kamermuziek
- 1998 Three fan farras, voor klarinetkwartet en slagwerk, op. 68

### Werken voor slagwerk
- 1993 Kwartet voor 11 instrumenten, voor slagwerkkwartet, op. 38
- 1999 Miniaturas infantis, voor slagwerkkwartet, op. 70